# ギレーヌ・ランドリー
ギレーヌ・ランドリー（Ghislaine Landry、1988年4月27日 - ）は、カナダの女子ラグビー選手。

## プロフィール
- カナダ・トロント出身[1]。
- ポジションはスクラムハーフ(SH)。
- 身長 163cm、体重 65kg

## 略歴
2016年、リオ五輪の7人制女子カナダ代表に選ばれて銅メダルを獲得。
そして2021年、東京五輪の7人制女子カナダ代表に選ばれた。